# The Politics of Ecstasy (Nevermore)
The Politics of Ecstasy è il secondo album in studio del gruppo musicale thrash metal statunitense Nevermore, pubblicato dalla Century Media nel 1995. Nel 2006 è stato rimasterizzato e ripubblicato con 1 bonus track.

## Curiosità
Il titolo del disco riprende quello dell'omonimo libro di Timothy Leary.

## Tracce
1. The Seven Tongues of God – 5:59
2. This Sacrament – 5:10
3. Next in Line – 5:34
4. Passenger – 5:26
5. The Politics of Ecstasy – 7:57
6. Lost – 4:15
7. The Tiananmen Man – 5:25
8. Precognition – 1:37
9. 42147 – 4:59
10. The Learning – 9:43

### Tracce bonus
1. Love Bites (cover dei Judas Priest) - 5:20
2. Next in Line (videoclip)

## Formazione
- Warrel Dane – voce
- Jeff Loomis – chitarra
- Pat O'Brien – chitarra
- Jim Sheppard – basso
- Van Williams – batteria